# Iglesia de Santa Catalina (Sevilla)
La iglesia de Santa Catalina situada en la calle Alhóndiga de la ciudad de Sevilla (Andalucía, España) es un templo de estilo gótico-mudéjar construido en el siglo XIV.
En 1912 fue declarada Monumento Nacional, y es sede canónica de las hermandades de la Exaltación, de la Virgen del Carmen y del Rosario, y de Santa Lucía.

## Historia

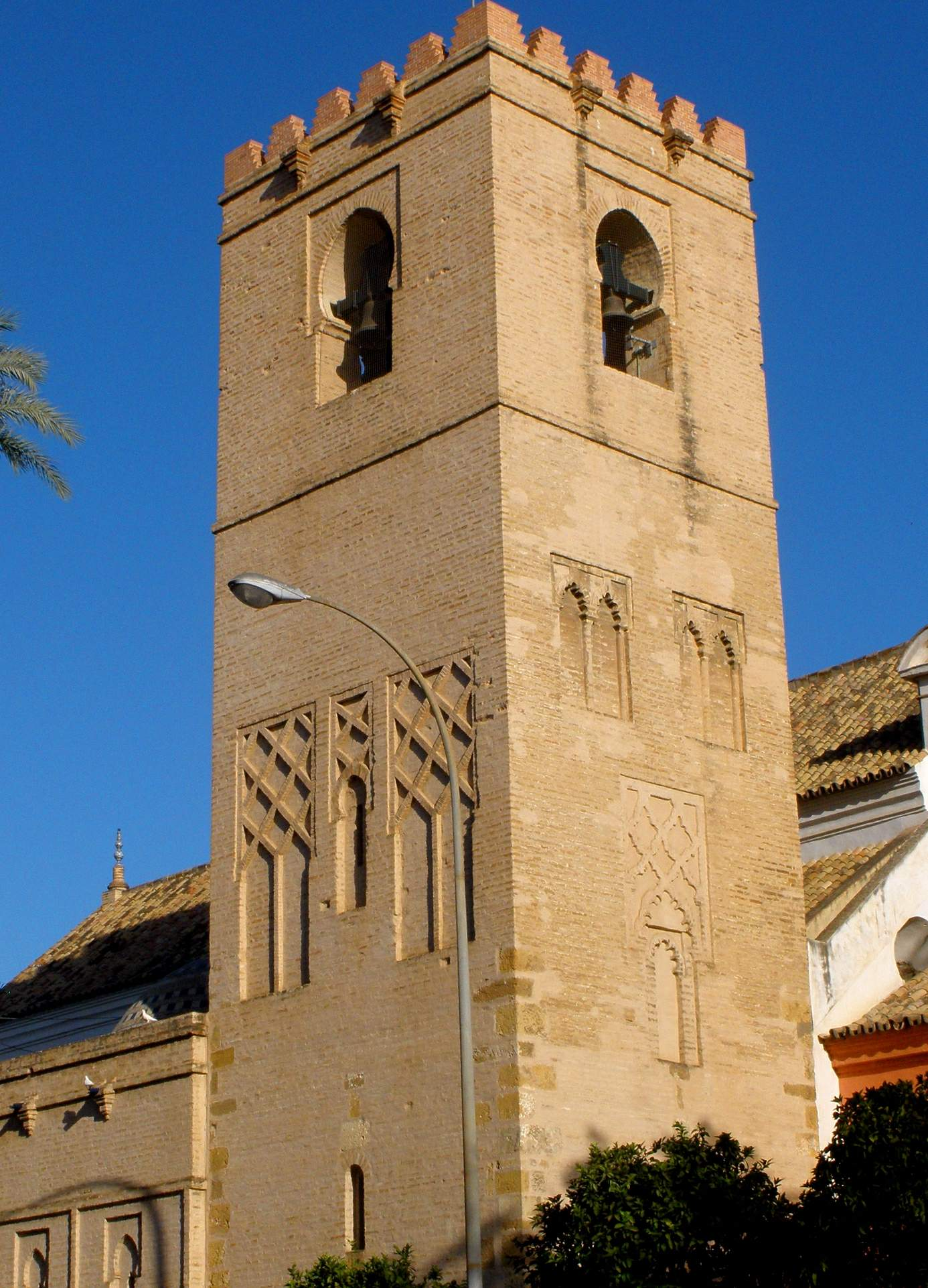
Campanario.

Perteneciente al grupo de las Iglesias gótico-mudéjares de Sevilla. Un primer templo debió construirse en el siglo XIII o XIV, pero a raíz del terremoto de 1356, se reconstruyó un nuevo templo, la iglesia actual, hallándose en la excavación arqueológica los pilares del primer templo junto a los del nuevo edificio, que debió construirse en la segunda mitad del siglo XIV, algo más ancho en su nave central. Con el paso del tiempo fue ampliándose.
La excavación arqueológica realizada durante su restauración ha confirmado que se ubicaba en el lugar de una mezquita, pero se ha descartado que su torre sea un alminar reutilizado.
Si bien es de estilo general de la iglesia es gótico-mudéjar, ha sido sometida a varias renovaciones arquitectónicas y reformas a lo largo de los años.
Las obras de restauración integral (1923-1930) dirigidas por el arquitecto municipal Juan Talavera y Heredia, culminaron con la instalación a los pies del templo de una fachada gótica procedente de la clausurada Iglesia de Santa Lucía (siglo XIV). Desde entonces, el portal gótico de la desaparecida iglesia, tapa a la puerta original de estilo mudéjar, convirtiéndose así en la puerta de Santa Catalina.

## Descripción
En el interior, la iglesia presenta tres naves, la central más ancha y alta que las laterales, techo de artesonado de par y nudillo en la nave central, y de colgadizo en las laterales, ambos de estilo mudéjar, el retablo mayor de 1624-1629 de Diego López Bueno (presidido por una talla de Santa Catalina realizada en el siglo XVIII), el Stmo. Cristo de la Exaltación de Pedro Roldán de 1687, la Capilla Sacramental en estilo barroco de Leonardo de Figueroa de 1721, y el retablo barroco con un cuadro del Cristo del Perdón, de Pedro de Campaña de 1560.
En el exterior resaltan los restos de una estructura que recuerda a un ábside, fruto de una ampliación del siglo XVI. La torre de estructura mudéjar, en su arranque presenta sillares. El alzado se encuentra muy restaurado, conservando los huecos túmidos de las campanas. En la fachada cercana a la puerta principal se encuentra, en una hornacina, la cruz del cementerio parroquial de Santa Catalina, que se ubicó originalmente en la Plaza de Santa Catalina (hoy Plaza de los Terceros), y no en la antigua Plaza de la Paja (hoy Plaza de Ponce de León) como se ha creído por error de interpretación de un grabado.

## Culto
La Iglesia de Santa Catalina es un templo religioso de culto católico bajo la advocación de Santa Catalina de Alejandría. Es templo filial de la Parroquia de San Román y Santa Catalina.
Es la sede de la Hermandad Sacramental de la Exaltación, que procesiona durante la Semana Santa el Jueves Santo, y de la Hermandad de Nuestra Señora del Carmen y Nuestra Señora del Rosario, así como de la de Santa Lucía.
La Iglesia de Santa Catalina estuvo cerrada al culto desde el 3 de junio de 2004 hasta el 25 de noviembre de 2018, cuando volvió a reabrir sus puertas tras más de 14 años cerrada y en obras.

## Galería de imágenes

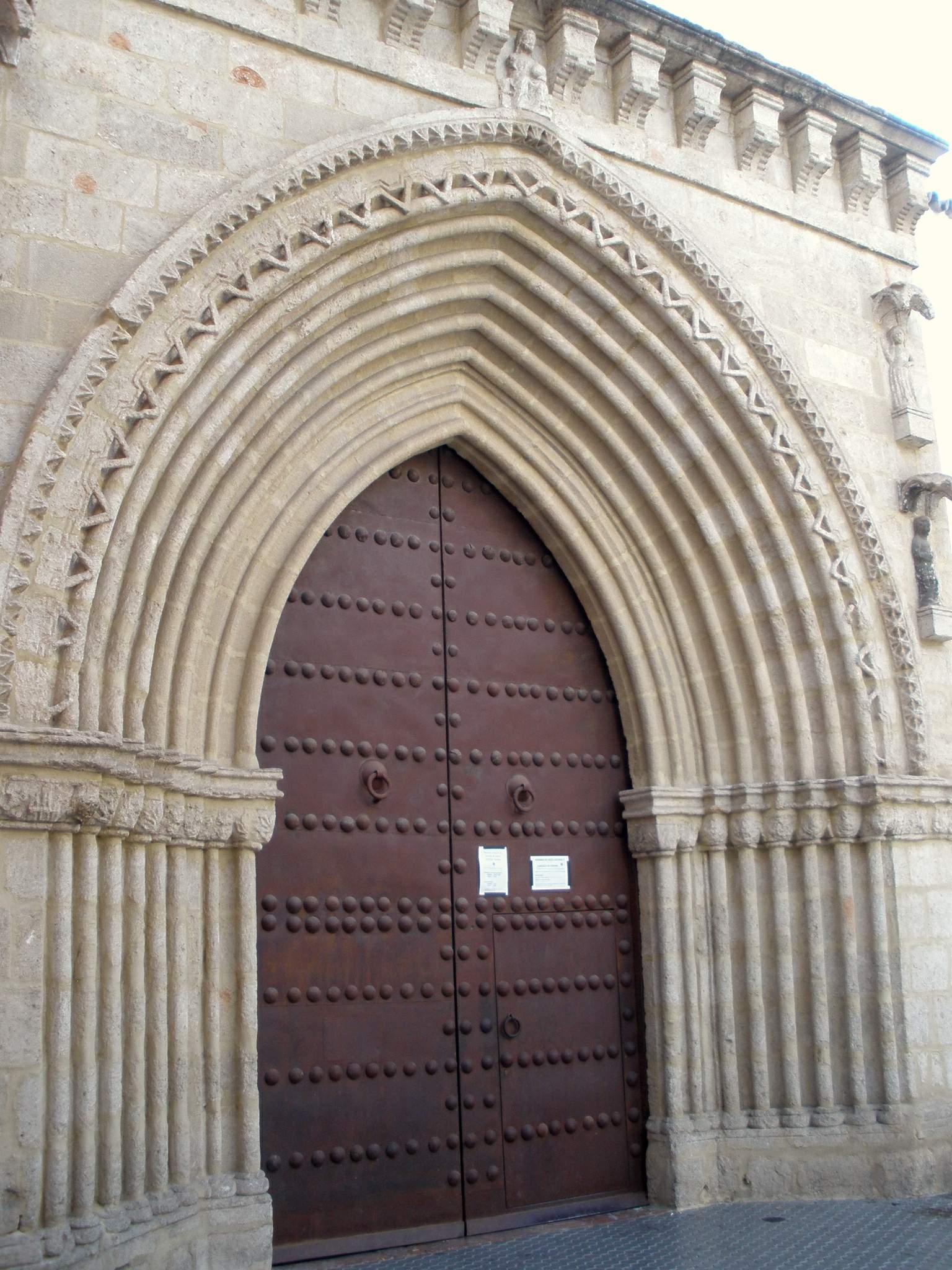
Portada, procedente de la antigua Iglesia de Santa Lucía.
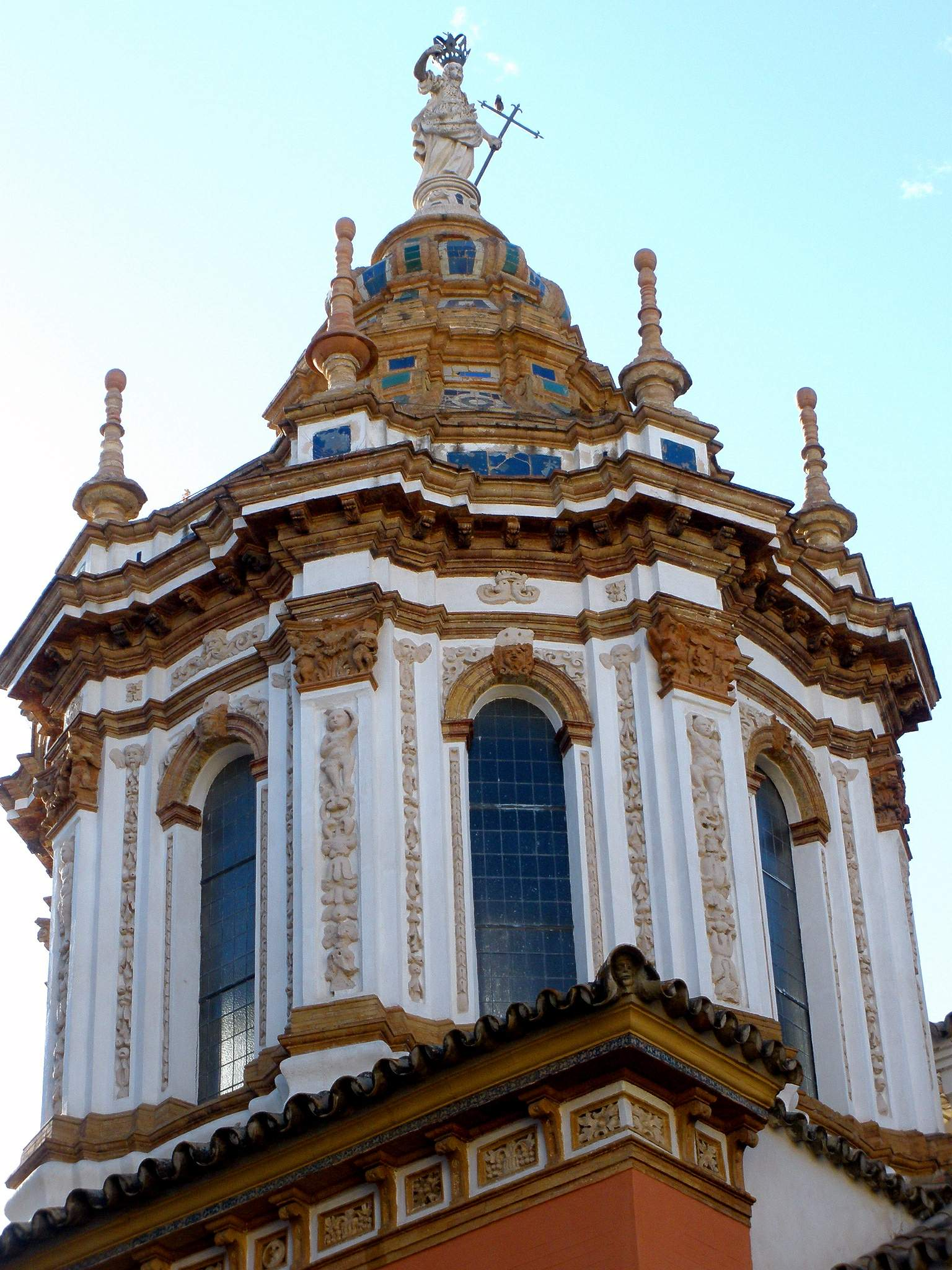
Linterna de la Capilla Sacramental.
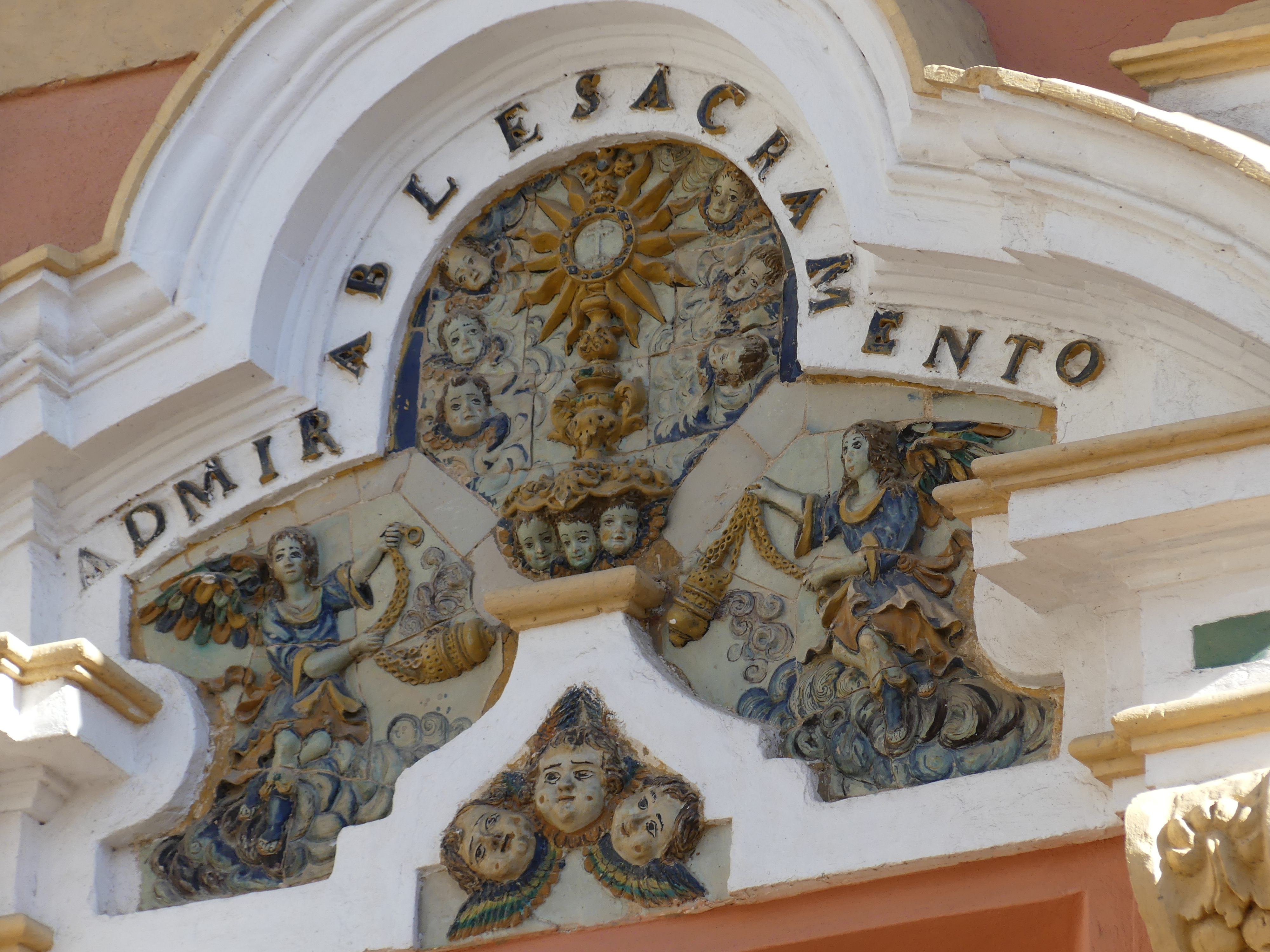
Detalle de un relieve eucarístico.
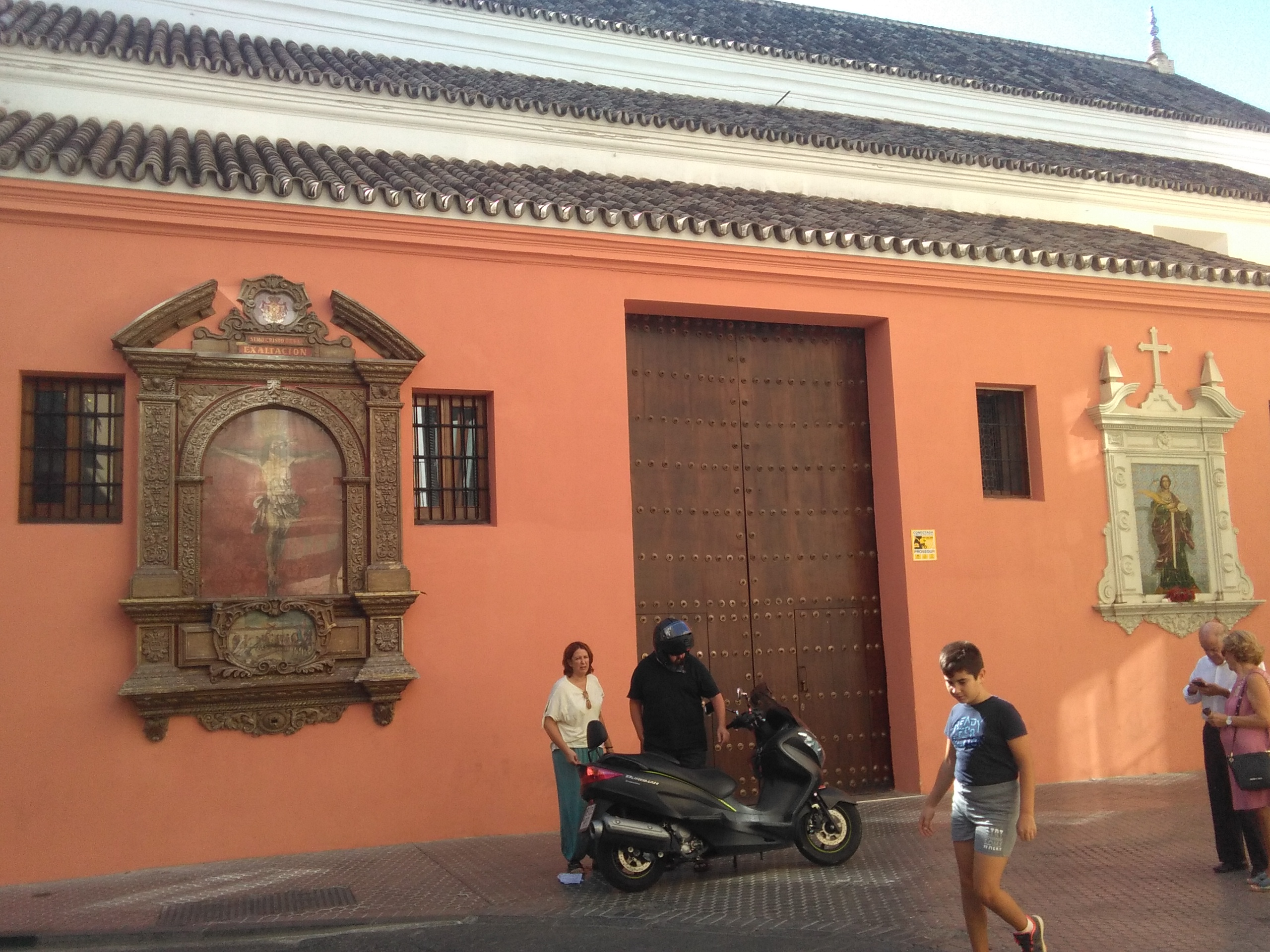
Portada lateral.
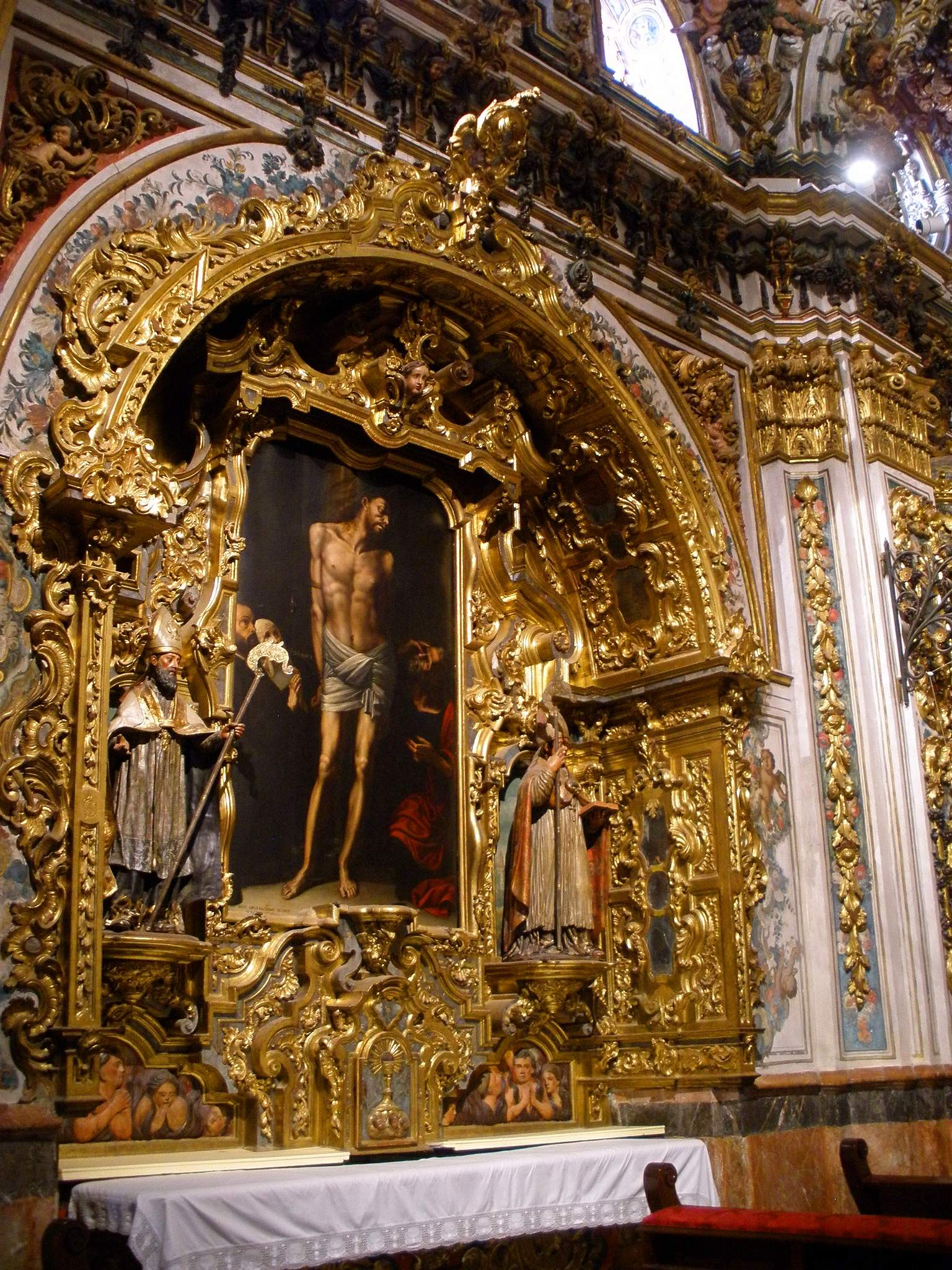
Detalle de la Capilla Sacramental.
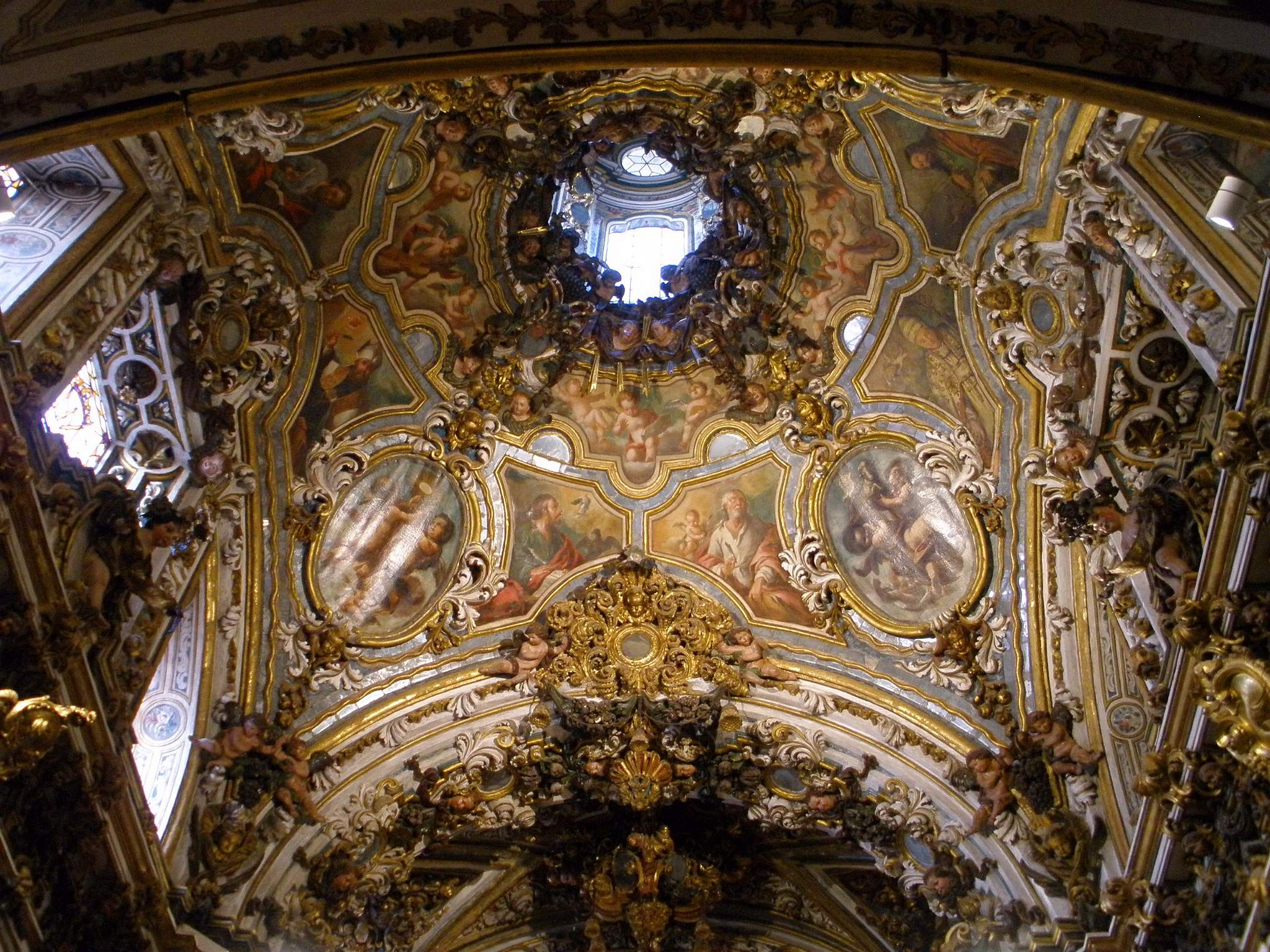
Bóveda de la Capilla Sacramental.
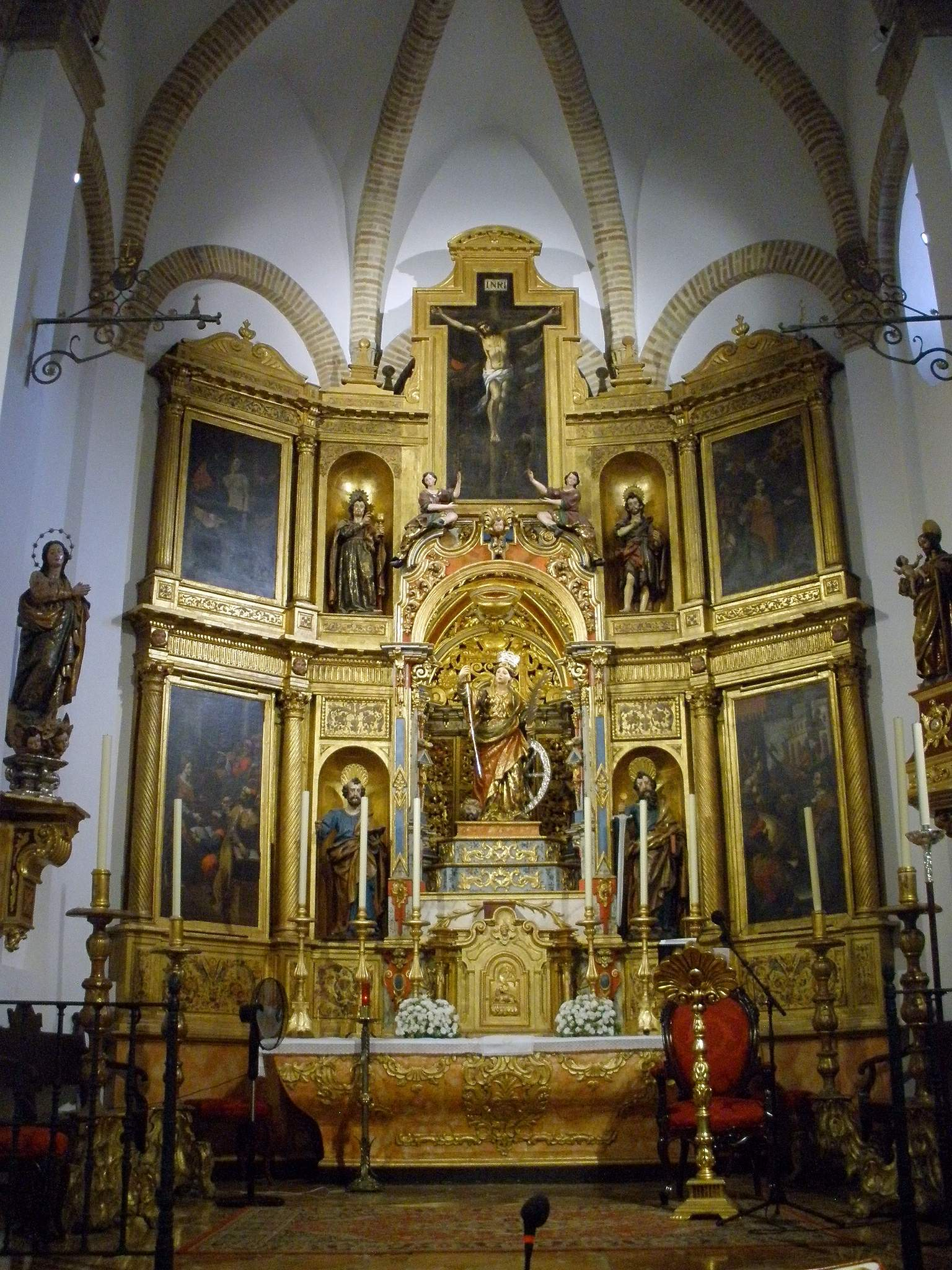
Retablo mayor.
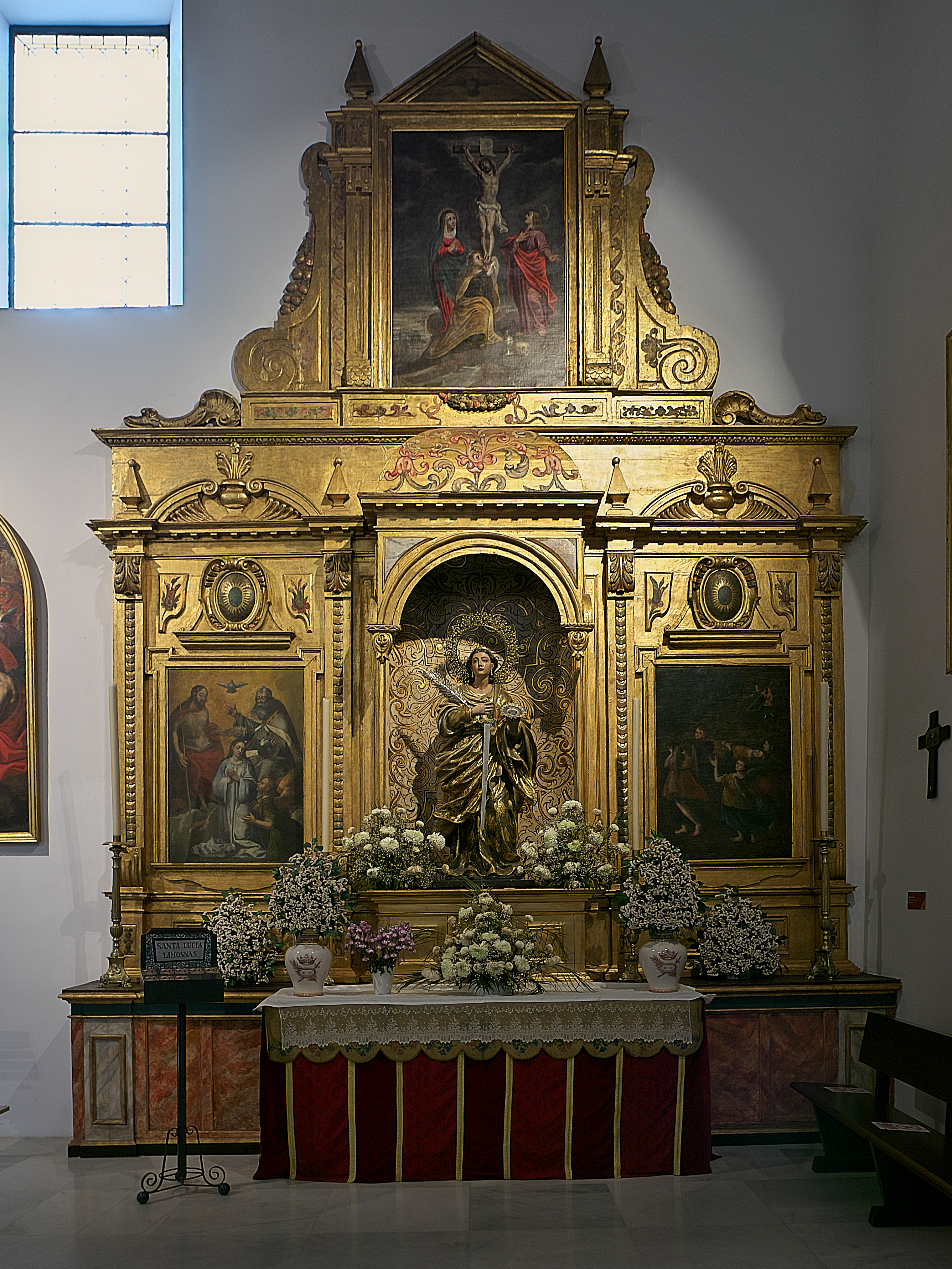
Retablo de Santa Lucía, siglo XVII.
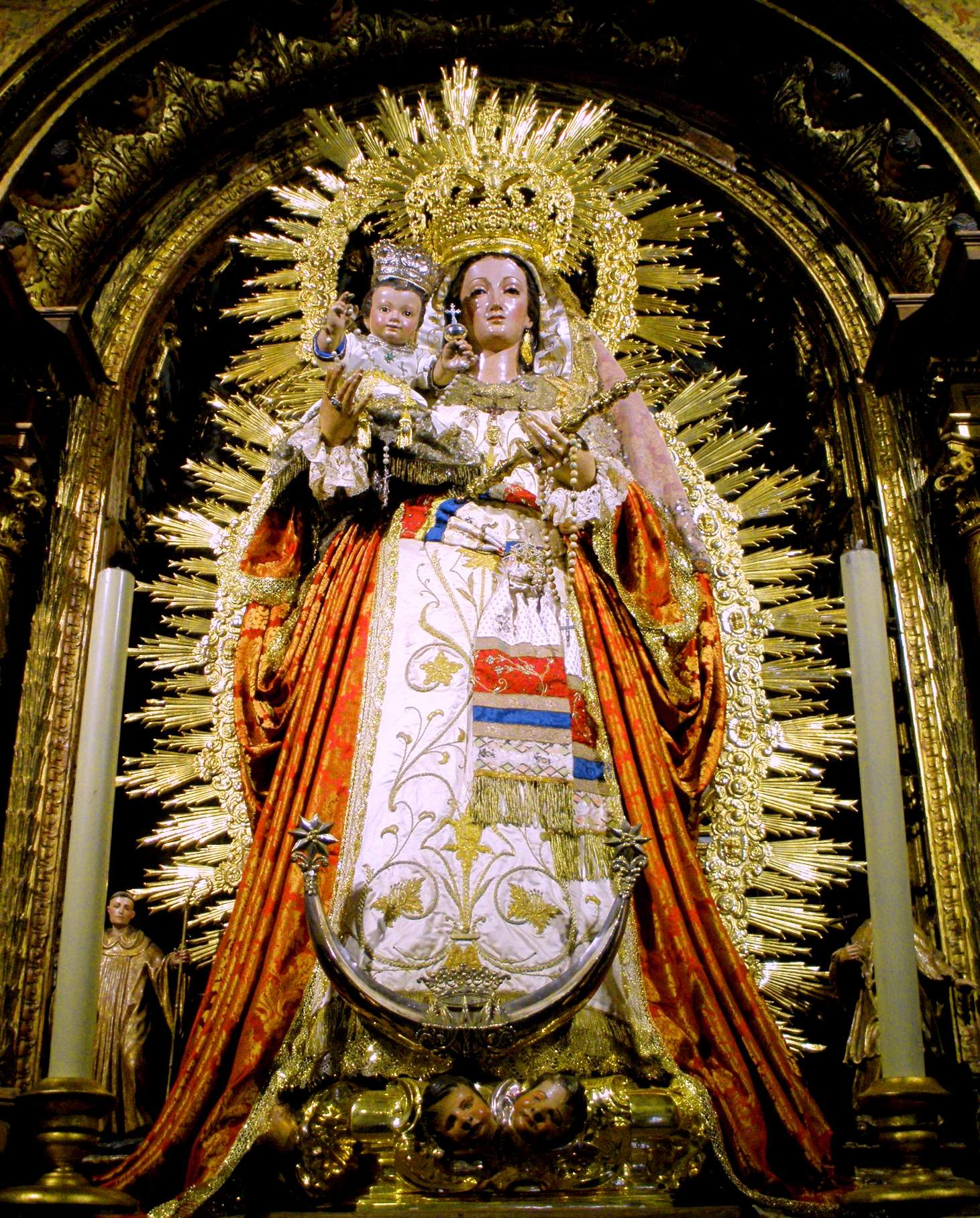
Imagen de Nuestra Señora del Rosario.

## Hermandades
Es sede de 3 hermandades:
- Hermandad de La Exaltación.

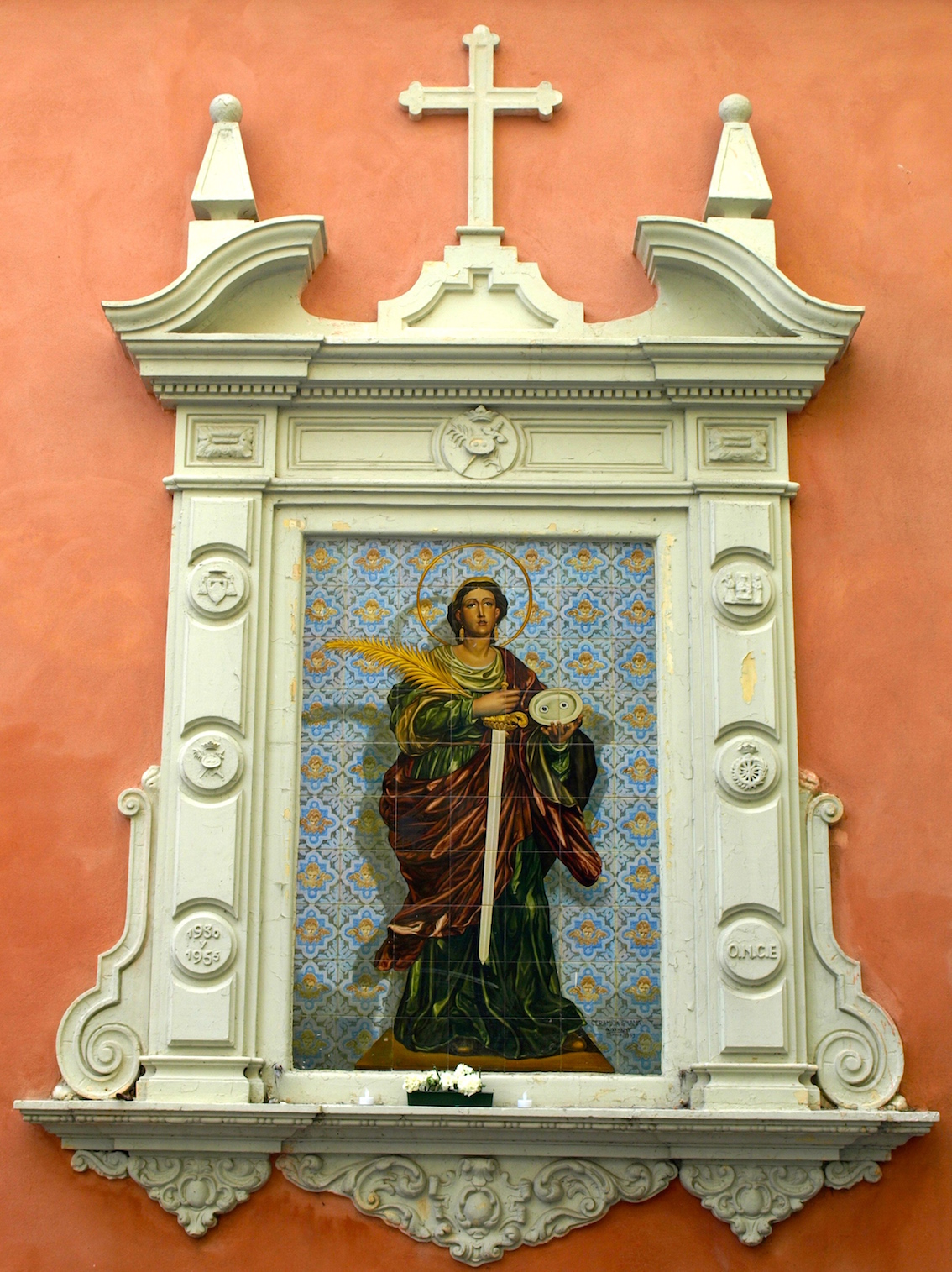
Azulejo de Santa Lucía.

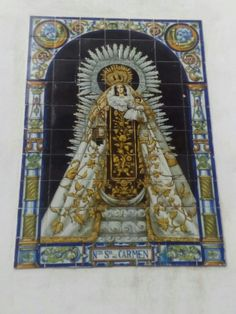
Azulejo de la Virgen del Carmen en la fachada principal.

- Hermandad de Nuestra Señora del Carmen y María Santísima del Rosario.
- Hermandad de Santa Lucía..